# Orthocis nigrosplendidus
Orthocis nigrosplendidus là một loài bọ cánh cứng trong họ Ciidae. Loài này được Nobuchi miêu tả khoa học năm 1955.